# 丘西主教座堂
丘西主教座堂（Concattedrale di San Secondiano）是天主教蒙特普爾恰諾-丘西-皮恩扎教區的共主教座堂，位于意大利托斯卡纳大区锡耶纳省丘西。

## 历史
该堂的历史可追溯到6世纪，在12世纪改建，从1775年到1822年进行了大规模修复，又於1887-1894年进行彻底重建。重建的立面前是多立克柱式的门廊。

## 建筑

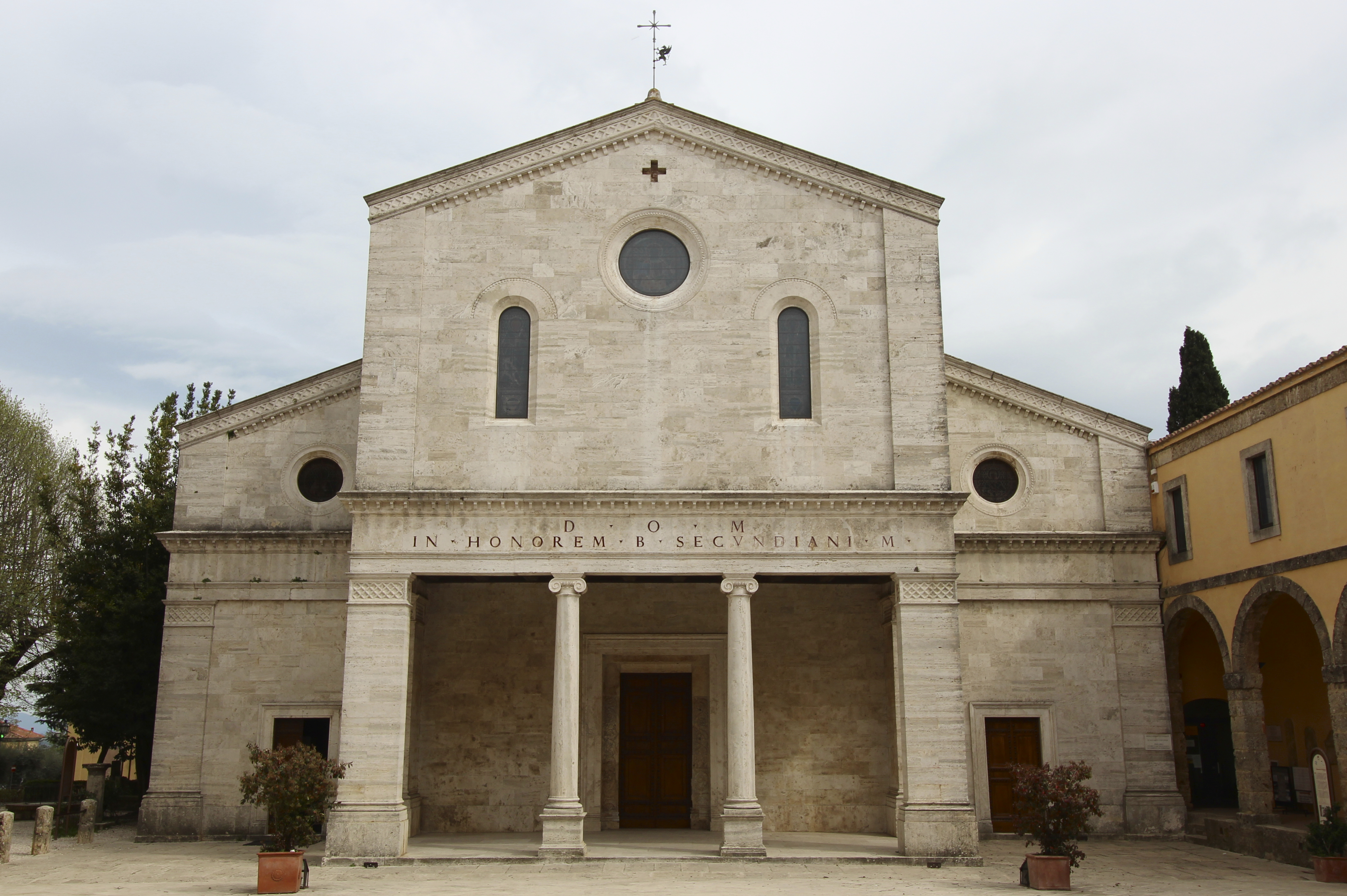
La facciata

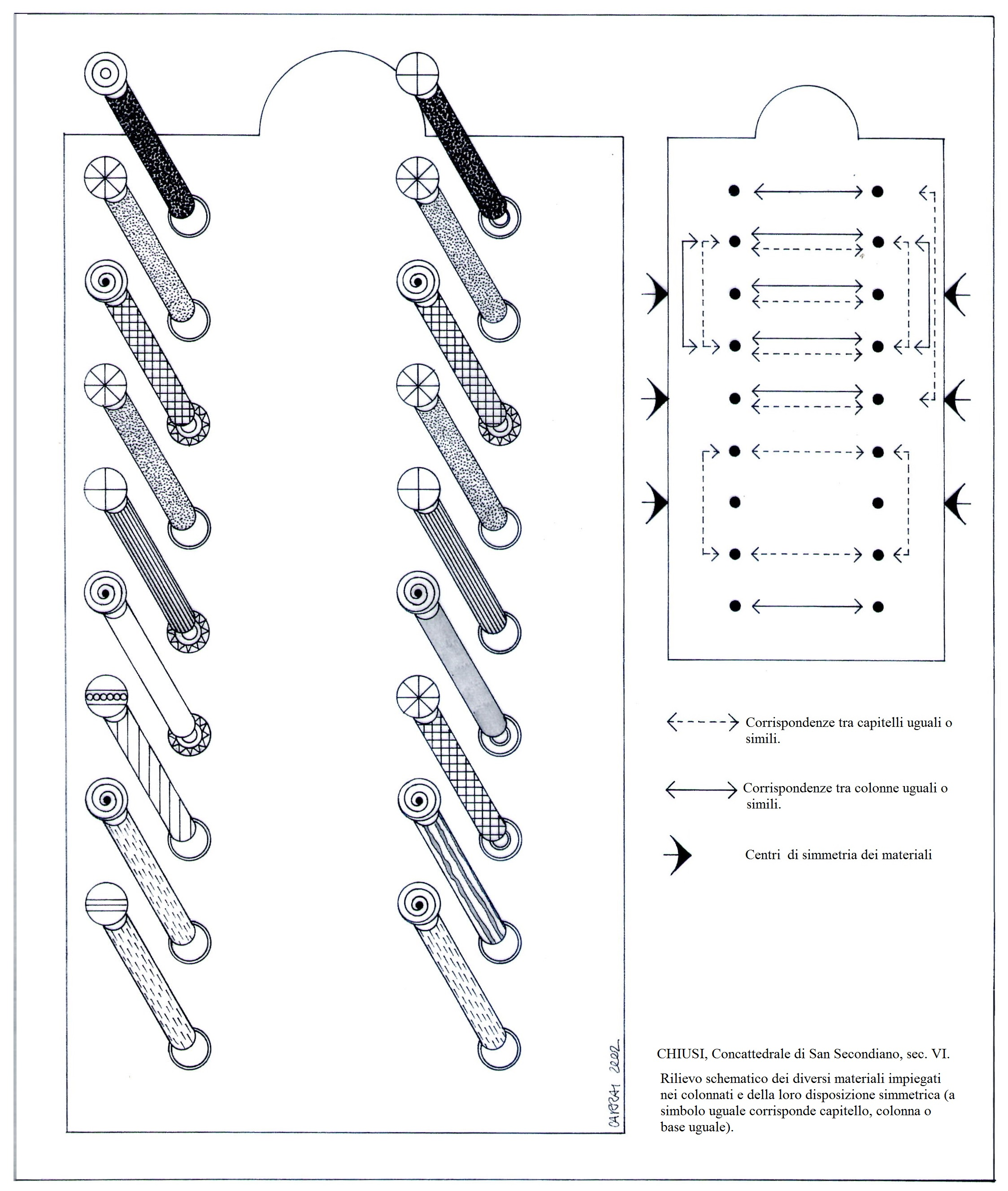
Come in molte basiliche paleocristiane, colonne e capitelli differenti sono disposti secondo un complesso schema di simmetrie e rimandi a distanza.

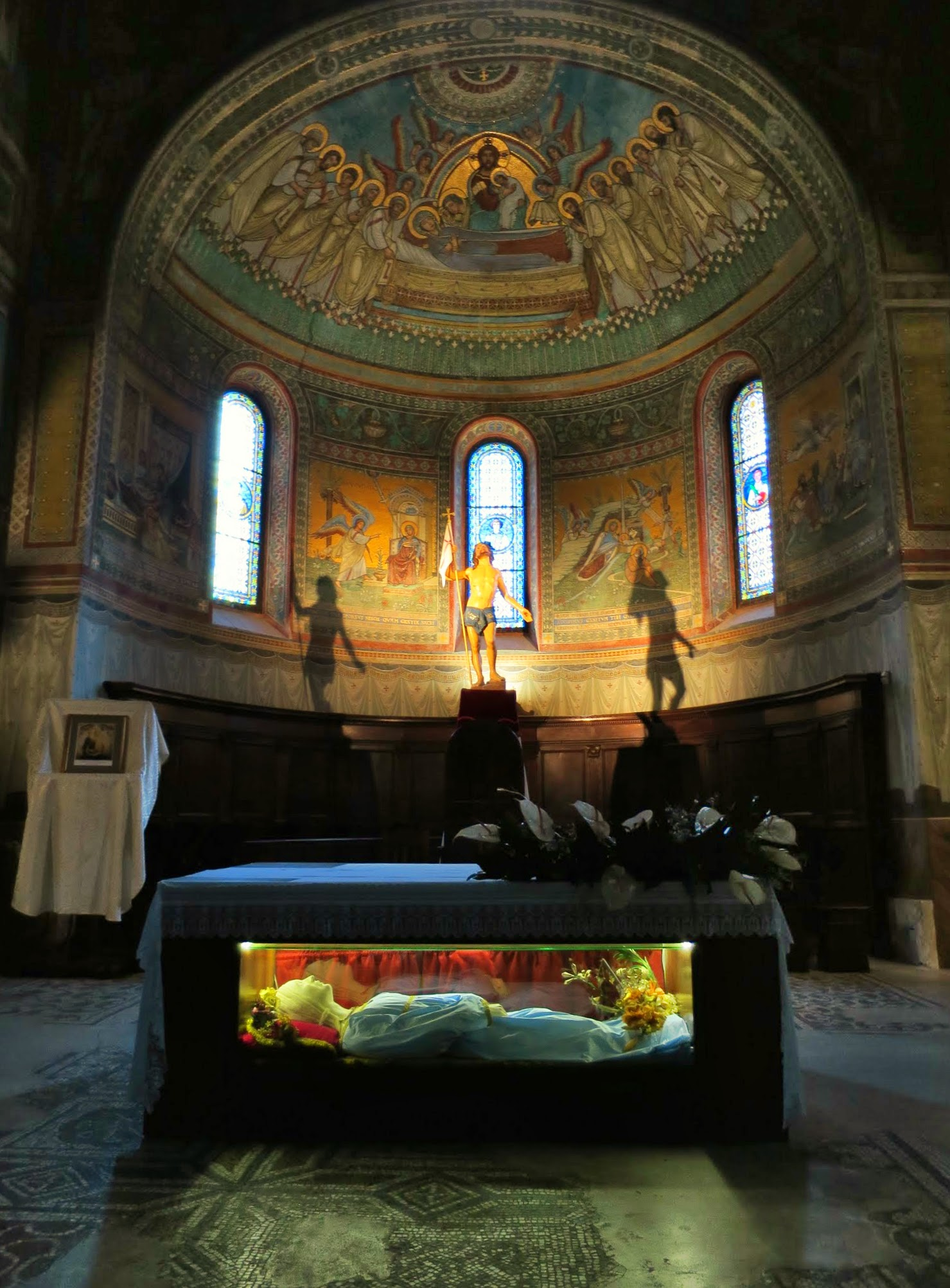
Altare maggiore e abside